# Liste der Baudenkmäler in Waldthurn
Auf dieser Seite sind die Baudenkmäler in dem Oberpfälzer Markt Waldthurn zusammengestellt. Diese Tabelle ist eine Teilliste der Liste der Baudenkmäler in Bayern. Grundlage ist die Bayerische Denkmalliste, die auf Basis des Bayerischen Denkmalschutzgesetzes vom 1. Oktober 1973 erstmals erstellt wurde und seither durch das Bayerische Landesamt für Denkmalpflege geführt wird. Die folgenden Angaben ersetzen nicht die rechtsverbindliche Auskunft der Denkmalschutzbehörde.

## Ensembles

### Ensemble Marktplatz Waldthurn
Der Straßenmarkt in Hanglage wird an den Längsseiten durch je eine Reihe einfacher zweigeschossiger Traufseithäuser aus der zweiten Hälfte des 19. Jahrhunderts gebildet. Hangaufwärts erweitert sich der Markt platzartig um die ehemals freistehende, im Kern barocke, 1982 erweiterte Pfarrkirche, die mit Fassade und Turm den Platz beherrscht. Bei den Wohngebäuden führen breite Toreinfahrten in die rückwärts gelegenen Ökonomieanlagen. In der Längserstreckung des Marktes erfolgte eine Betonung der Mitte durch das Haus Nr. 14 mit seinem Mittelgiebel und den Stuckfassaden. Hangabwärts grenzt eine barocke Steinbildsäule den Markt gegen eine Querstraße ab, an deren Front das um 1800 erbaute Traufseithaus Schloßgraben 1 mit seinem seitlichen Torbau den optischen Platzschluss bildet. Aktennummer: E-3-74-165-1.

## Baudenkmäler nach Ortsteilen

### Waldthurn
| Lage                                                   | Objekt                                     | Beschreibung | Akten-Nr.     | Bild           |
| ------------------------------------------------------ | ------------------------------------------ | --- | ------------- | -------------- |
| Am Thurnbühl 17 und 19 (Standort)                      | Wegkreuz                                   | Gusseisenkruzifix auf Granitsockel mit Inschrift, letztes Viertel 19. Jahrhundert | D-3-74-165-38 | Wegkreuz       |
| Fahrenbergstraße (Standort)                            | Bildstock                                  | Schlanker Granitschaft auf Postament, Aufsatz mit Rundbogennischen, bezeichnet 1797 | D-3-74-165-11 | weitere Bilder |
| Fahrenbergstraße 26 (Standort)                         | Wegkreuz                                   | Gusseisenkruzifix auf profiliertem Granitsockel mit Inschrift, bezeichnet mit 1909; Kriegerdenkmal für einen Gefallenen des II. Weltkriegs, bossierter Granitstein mit Reliefierung und Inschrift, nach 1941 | D-3-74-165-39 | weitere Bilder |
| Pleysteiner Straße (Standort)                          | Bildstock                                  | Schlanker Granitschaft mit abgefasten Kanten, Laterne mit Kreuzdach und halbrunder Bildnische, bezeichnet mit 1693 | D-3-74-165-14 | weitere Bilder |
| Fahrenbergstraße; Schwarzenbach (Standort)             | Heiligenfigur                              | Johannes von Nepomuk, Werkstein, farbig gefasst, auf schlankem Granitpfeiler mit Postament und Kapitell, bezeichnet mit 1727 | D-3-74-165-13 | weitere Bilder |
| Marktplatz 1 (Standort)                                | Katholische Pfarrkirche St. Sebastian      | Saalkirche mit Steildach und eingezogenem, fünfseitig geschlossenem Chor, Flankenturm mit Spitzhelm, im Kern barock, nach Brand 1865 erneuert (1982 Langhausneubau nach Süden); mit Ausstattung | D-3-74-165-1  | weitere Bilder |
| Marktplatz 14 (Standort)                               | Wohnhaus                                   | Zweigeschossiger traufständiger Flachsatteldachbau mit übergiebeltem Mittelteil und Gitterbalkonen, Stuckfassade um 1910, im Kern älter | D-3-74-165-2  | Wohnhaus       |
| Nähe Pleysteiner Straße; Pleysteiner Straße (Standort) | Bildstock                                  | Schlanker Granitpfeiler mit abgefasten Kanten, Laterne mit halbrunder Bildnische, wohl 19. Jahrhundert | D-3-74-165-12 | weitere Bilder |
| Neuenhammerstraße 4 (Standort)                         | Wohnhaus                                   | Zweigeschossiger Walmdachbau mit profilierten Fensterrahmungen und mittlerem Rundbogentor, bezeichnet mit 1790 | D-3-74-165-4  | Wohnhaus       |
| Am Rathaus (Standort)                                  | Kriegerdenkmal für den Krieg von 1870/71   | Granitobelisk auf Postament mit Inschrift, nach 1871; auf dem Friedhof; Grabmal, obeliskartige Form mit Kreuzbekrönung und Postament, mit Reliefierung und Inschrift, bezeichnet mit 1834 | D-3-74-165-5  | weitere Bilder |
| Schloßgraben (Standort)                                | Bildsäule                                  | Relief Marienkrönung mit Dreifaltigkeit, auf Polygonalsäule mit Postament, Stufensockel mit Balustrade, bezeichnet mit 1724 | D-3-74-165-3  | Bildsäule      |
| Schloßgraben 1 (Standort)                              | Ehemalige Brauerei                         | Wohnhaus, zweigeschossiger Walmdachbau mit profilierten Fensterrahmungen, im Inneren bezeichnet 1776; Torhaus, zweigeschossiger Satteldachbau mit rundbogiger Tordurchfahrt, 18. Jahrhundert; Ehemalige Malztenne, eineinhalbgeschossiger Satteldachbau, 18. Jahrhundert; Ehemalige Remise, eingeschossiger Steildachbau, giebelseitig mit zwei Einfahrtstoren, 18. Jahrhundert | D-3-74-165-6  | weitere Bilder |
| Vohenstraußer Straße 10 (Standort)                     | Wappentafel                                | Werkstein, 1. Hälfte 17. Jahrhundert; giebelseitig an modernem Wohnhaus. | D-3-74-165-9  | Wappentafel    |
| Vohenstraußer Straße 14 (Standort)                     | Ehemals Schloss, sogenanntes Neues Schloss | zweigeschossige Dreiflügelanlage, Hauptflügel mit Walmdach und mittlerem Rundbogentor, im Kern 17. Jahrhundert; Hofmauer nach Westen mit Rundbogentor als Abschluss des Ehrenhofes, gleichzeitig | D-3-74-165-10 | weitere Bilder |
| Bahnhofstraße; Haselranken (Standort)                  | Steinkreuze                                | zwei Granitkreuze, nachmittelalterlich | D-3-74-165-16 | Steinkreuze    |
| Bahnhofstraße; Haselranken (Standort)                  | Sühnekreuz                                 | Steinkreuze, zwei Granitkreuze, nachmittelalterlich. | D-3-74-165-15 | Sühnekreuz     |

### Albersrieth
| Lage                                                            | Objekt                               | Beschreibung | Akten-Nr.     | Bild           |
| --------------------------------------------------------------- | ------------------------------------ | --- | ------------- | -------------- |
| Albersrieth 10; Steinbühl (Standort)                            | Wegkreuz                             | Gusseisenkruzifix auf Granitsockel, bezeichnet mit 1889 | D-3-74-165-23 | BW             |
| Albersrieth 17 (Standort)                                       | Katholische Filialkirche St. Michael | Saalkirche mit Steildach und segmentbogiger Chorapsis, Flankenturm mit Zwiebelhaube, Bruchsteinquader, bezeichnet mit 1935; mit Ausstattung | D-3-74-165-17 | weitere Bilder |
| Am Ellerzhof; St 2166 (Standort)                                | Bildstock                            | Granitschaft mit abgefasten Kanten, Laterne mit spitzbogiger Bildnische, wohl 19. Jahrhundert | D-3-74-165-22 | Bildstock      |
| Nähe Lindnermühle; Von Frankenrieth nach Albersrieth (Standort) | Bildstock                            | Granitschaft mit abgefasten Kanten, Laterne mit korbbogigen Bildnischen, 18./19. Jahrhundert. | D-3-74-165-19 | weitere Bilder |
| Maienfeld 2 (Standort)                                          | Bildstock                            | Granitschaft, Laterne mit halbrunden Bildnischen und Kugelbekrönung, wohl 19. Jahrhundert | D-3-74-165-21 | Bildstock      |
| Straße 2396 (Standort)                                          | Wegkreuz                             | Gusseisenkruzifix auf Granitsockel, bezeichnet mit 1872 | D-3-74-165-20 | BW             |
| Albersrieth 5; 8; 10; 11 (Standort)                             | Vier Wegkreuze                       | Gusseisenkruzifix auf Granitsockel mit Inschrift, neugotisch, bezeichnet mit 1870; Gusseisenkruzifix mit Blattornament auf Granitsockel, bezeichnet mit 1923; Gusseisenkruzifix mit Beifigur auf Granitsockel, bezeichnet mit 1871; kleines Gusseisenkruzifix auf neugotischer Granitstele, bezeichnet mit 1869 | D-3-74-165-18 | weitere Bilder |

### Frankenrieth
| Lage                       | Objekt    | Beschreibung                     | Akten-Nr.     | Bild      |
| -------------------------- | --------- | -------------------------------- | ------------- | --------- |
| Angerfeld (Standort)       | Wegkreuz  | bezeichnet mit 1909; am Ortsrand | D-3-74-165-25 | BW        |
| In Frankenrieth (Standort) | Dorfkreuz | 19. Jahrhundert, mit Holzfiguren | D-3-74-165-24 | Dorfkreuz |

### Lennesrieth
| Lage                                        | Objekt                             | Beschreibung | Akten-Nr.     | Bild           |
| ------------------------------------------- | ---------------------------------- | --- | ------------- | -------------- |
| Lennesrieth 16 a; St 2396 (Standort)        | Bildstock                          | Gusseisenkruzifix auf Granitsockel mit Inschrift, bezeichnet mit 1894 | D-3-74-165-29 | Bildstock      |
| Lennesrieth 22 (Standort)                   | Katholische Filialkirche St. Jakob | Saalkirche mit Walmdach und eingezogenem Rechteckchor, Chorturm mit Spitzhelm, gotisch, Veränderungen von 1773, Seitenportale bezeichnet 1830 und 1860; mit Ausstattung; Friedhofsmauer, Bruchstein, nach Norden Rundbogenportal, wohl nachmittelalterlich, Gerätehaus, kleiner Satteldachbau in der Nordostecke des Kirchhofes, wohl 18./Anfang 19. Jahrhundert | D-3-74-165-26 | weitere Bilder |
| Ortsrand in Richtung Albersrieth (Standort) | Granitkreuz                        | mit Resten einer Ritzzeichnung, nachmittelalterlich | D-3-74-165-27 | Granitkreuz    |
| Lennesrieth Steinkreuz (Standort)           | Granitkreuz                        | Granitkreuz mit kurzen Querarmen, nachmittelalterlich. | D-3-74-165-28 | Granitkreuz    |

### Oberbernrieth
| Lage                        | Objekt    | Beschreibung                                                                                              | Akten-Nr.     | Bild      |
| --------------------------- | --------- | --- | ------------- | --------- |
| In Oberbernrieth (Standort) | Bildstock | Granitpfeiler mit Postament, Laterne mit halbrunder Bildnische, darin hölzerne Pietá, bezeichnet mit 1777 | D-3-74-165-30 | Bildstock |

### Oberfahrenberg
| Lage                                           | Objekt                                         | Beschreibung | Akten-Nr.     | Bild           |
| ---------------------------------------------- | ---------------------------------------------- | --- | ------------- | -------------- |
| Mitterbühl (Standort)                          | Bildstock                                      | Bildstock, schlanker Granitpfeiler mit abgefasten Kanten, Aufsatz mit Kreuzdach und Rundbogennischen, bezeichnet mit 1700 | D-3-74-165-34 | weitere Bilder |
| Einsiedler-Hänge in Oberfahrenberg (Standort)  | Kreuzweg                                       | 14 rechteckige Granitpfeiler mit Aufsatz und rundbogiger Bildnische, bezeichnet mit 1843, Bildtafeln erneuert | D-3-74-165-33 | weitere Bilder |
| Oberfahrenberg 6 (Standort)                    | Dreifaltigkeitskapelle                         | Walmdachbau über rechteckigem Grundriss mit Eingangsvorhalle nach Westen, 1706 | D-3-74-165-32 | weitere Bilder |
| Oberfahrenberg 8, In Oberfahrenberg (Standort) | Katholische Wallfahrtskirche Mariä Heimsuchung | Saalkirche mit eingezogenem, unregelmäßig geschlossenem Chor, 1775–79 von Johann Martin Beer, Flankenturm mit Spitzhelm 19. Jahrhundert; mit Ausstattung; Gedenkkreuz, Gusseisenkruzifix auf geböschtem Granitsockel mit Inschrift, bezeichnet mit 1881 | D-3-74-165-31 | weitere Bilder |

### Spielberg
| Lage                                             | Objekt                                | Beschreibung | Akten-Nr.     | Bild           |
| ------------------------------------------------ | ------------------------------------- | --- | ------------- | -------------- |
| Spielberg 9 (Standort)                           | Katholische Filialkirche St. Wendelin | Saalkirche mit Steildach und eingezogenem, rundbogig geschlossenem Chor, Giebelreiter mit Pyramidendach, Werkstein, nach 1900; mit Ausstattung | D-3-74-165-35 | weitere Bilder |
| Hummerberg; Mittelholz; Mittelholzweg (Standort) | Granitkreuz                           | mit eingemeißelten Kreuzen sowie Motiv einer Schlinge, nachmittelalterlich                                                                     | D-3-74-165-36 | Granitkreuz    |
| Goldbrunner Weg; Hummerberg (Standort)           | Wegkreuz                              | Gusseisenkruzifix auf profiliertem Granitsockel mit Inschrift, bezeichnet mit 1875                                                             | D-3-74-165-41 | Wegkreuz       |

## Ehemalige Baudenkmäler
In diesem Abschnitt sind Objekte aufgeführt, die früher einmal in der Denkmalliste eingetragen waren, jetzt aber nicht mehr. Objekte, die in anderem Zusammenhang also z. B. als Teil eines Baudenkmals weiter eingetragen sind, sollen hier nicht aufgeführt werden. Aktennummern in diesem Abschnitt sind ehemalige, jetzt nicht mehr gültige Aktennummern.

| Lage                                 | Objekt   | Beschreibung                       | Akten-Nr.    | Bild           |
| ------------------------------------ | -------- | ---------------------------------- | ------------ | -------------- |
| Waldthurn Schloßgraben 21 (Standort) | Wohnhaus | bezeichnet mit 1805, erdgeschossig | D-3-74-165-7 | weitere Bilder |